# Máquina de Atwood
La máquina de Atwood es una máquina inventada en 1784 por George Atwood como un experimento de laboratorio para verificar las leyes mecánicas del movimiento uniformemente acelerado. La máquina de Atwood es una demostración común en las aulas usada para ilustrar los principios de la Física, específicamente en Mecánica.
La máquina de Atwood consiste en dos masas, {\displaystyle m_{1}\;y\;m_{2}}, conectadas por una cuerda inelástica de masa despreciable con una polea ideal de masa despreciable. 
- Cuando {\displaystyle m_{1}\;=\ m_{2}}, la máquina está en equilibrio neutral sin importar la posición de los pesos.
- Cuando {\displaystyle m_{1}\;>\ m_{2}} ambas masas experimentan una aceleración uniforme.

## Ecuación para la aceleración uniforme

Diagrama de cuerpo libre.

Se puede obtener una ecuación para la aceleración usando análisis de fuerzas. Puesto que se está usando una cuerda inelástica con masa despreciable y una polea ideal con masa despreciable, las únicas fuerzas que se tiene que considerar son: la fuerza tensión ({\displaystyle T}) y el peso de las dos masas ({\displaystyle mg}). Para encontrar el {\displaystyle \sum F} tenemos que considerar las fuerzas que afectan a cada masa por separado (con el siguiente convenio de signos, suponiendo que {\displaystyle m_{1}>m_{2}},- hacia "abajo" -con el mismo sentido a la aceleración de la gravedad {\displaystyle g}- en {\displaystyle m_{1}} y la aceleración {\displaystyle a} es positiva hacia "arriba" -con sentido contrario de la aceleración de la gravedad {\displaystyle g}- en {\displaystyle m_{2}}):
- fuerzas que afectan a {\displaystyle m_{1}}:

{\displaystyle T-m_{1}g=-m_{1}a}
(donde {\displaystyle g} y {\displaystyle a} tienen el mismo sentido, la fuerza de inercia {\displaystyle m_{1}a} sentido contrario a {\displaystyle a})
- fuerzas que afectan a {\displaystyle m_{2}}:

{\displaystyle T-m_{2}g=m_{2}a}
(donde {\displaystyle T} y {\displaystyle a} tienen el mismo sentido, la fuerza de inercia {\displaystyle m_{2}a} sentido contrario a {\displaystyle a})
Dando lugar al sistema:
{\displaystyle \left.{\begin{matrix}T&-m_{1}g&=-m_{1}a\\T&-m_{2}g&=m_{2}a\end{matrix}}\right\}}
donde T y a son las incógnitas, ordenando tenemos el sistema de ecuaciones lineales:
{\displaystyle \left.{\begin{matrix}T&+m_{1}a&=m_{1}g\\T&-m_{2}a&=m_{2}g\end{matrix}}\right\}\longrightarrow \left({\begin{matrix}1&m_{1}\\1&-m_{2}\end{matrix}}\right)\left({\begin{matrix}T\\a\end{matrix}}\right)=\left({\begin{matrix}m_{1}g\\m_{2}g\end{matrix}}\right)}
Aplicando la regla de Cramer, el valor de las incógnitas es:
{\displaystyle T={\cfrac {\left|{\begin{matrix}m_{1}g&m_{1}\\m_{2}g&-m_{2}\end{matrix}}\right|}{\left|{\begin{matrix}1&m_{1}\\1&-m_{2}\end{matrix}}\right|}}={\cfrac {-m_{1}gm_{2}-m_{1}m_{2}g}{-m_{1}-m_{2}}}={\cfrac {2m_{1}m_{2}g}{m_{1}+m_{2}}}={\cfrac {2m_{1}m_{2}}{m_{1}+m_{2}}}\;g}
{\displaystyle a={\cfrac {\left|{\begin{matrix}1&m_{1}g\\1&m_{2}g\end{matrix}}\right|}{\left|{\begin{matrix}1&m_{1}\\1&-m_{2}\end{matrix}}\right|}}={\cfrac {m_{2}g-m_{1}g}{-m_{1}-m_{2}}}={\cfrac {(m_{1}-m_{2})g}{m_{1}+m_{2}}}={\cfrac {m_{1}-m_{2}}{m_{1}+m_{2}}}\;g}
El factor {\displaystyle {\cfrac {m_{1}-m_{2}}{m_{1}+m_{2}}}}, con {\displaystyle m_{1}>m_{2}}, es el número adimensional denominado número de Atwood en honor de George Atwood.
Nota: Inversamente, la aceleración debida a la gravedad ({\displaystyle g}) puede obtenerse cronometrando el movimiento de los pesos y calculando un valor para la aceleración uniforme ({\displaystyle a}): En el diagrama de la figura, si se parte de las masas alineadas y se mide el tiempo {\displaystyle t_{12}} en el que se separan las masas una distancia vertical {\displaystyle d_{12}}, se cumple que {\displaystyle d_{12}={1 \over 2}at_{12}^{2}}. Entonces: {\displaystyle g={\cfrac {m_{1}+m_{2}}{m_{2}-m_{1}}}\;{\cfrac {2d_{12}}{t_{12}^{2}}}}

## Ecuación para la tensión
Puede ser útil obtener una ecuación para la tensión en la cuerda. Para evaluar la tensión sustituimos la ecuación por la aceleración en cualquiera de las dos ecuaciones de fuerza.
{\displaystyle a={\cfrac {m_{1}-m_{2}}{m_{1}+m_{2}}}\;g}
Por ejemplo sustituyendo en {\displaystyle m_{2}a=T-m_{2}g\;}, se obtiene:
{\displaystyle T={\cfrac {2m_{1}m_{2}}{m_{1}+m_{2}}}\;g}
La tensión puede obtenerse de una forma similar de {\displaystyle m_{1}a=m_{1}g-T\;}

## Ecuación para una polea no ideal
Para diferencias muy pequeñas de masa y entre {\displaystyle m_{1}} y {\displaystyle m_{2}}, el momento de inercia ({\displaystyle I}) sobre la polea de masa no despreciable de radio {\displaystyle r} no puede ser despreciada. La aceleración angular de la polea viene dada por:

{\displaystyle \alpha ={a \over r}}

En este caso, el torque total del sistema se convierte en:

{\displaystyle \tau _{Total}=\left(T_{2}-T_{1}\right)r=I\alpha -\tau _{friccion}}

### Implementaciones prácticas
Las ilustraciones originales de Atwood muestran el eje de la polea principal descansando sobre el borde de otras cuatro ruedas, para minimizar las fuerzas de fricción de los cojinetes. Muchas implementaciones históricas de la máquina siguen este diseño.
Un ascensor con un contrapeso se aproxima a una máquina de Atwood ideal y de ese modo alivia al motor conductor de la carga total de la cabina del ascensor —solo tiene que vencer la diferencia entre el peso y la inercia de las dos masas, contrapeso y cabina-. El mismo principio se usa para ferrocarriles funiculares con dos vagones conectados en vías inclinadas.